# Wallacea

Wallacea utgörs av öarna inom det röda området. Weberlinjen (efter Max Weber) i blått.

Wallacea är ett biogeografiskt område som omfattar ett antal öar i Indonesien som isoleras från de asiatiska och australiska kontinenterna genom djupa sund och som omfattar cirka 347,000 km². Wallacea avgränsas i väster av Wallacelinjen och i öster av Lydekkers linje.